# (3113) Chizhevskij
(3113) Chizhevskij est un astéroïde de la ceinture principale.

## Description
(3113) Chizhevskij est un astéroïde de la ceinture principale. Il fut découvert le 1er septembre 1978 à Naoutchnyï par Nikolaï Tchernykh. Il présente une orbite caractérisée par un demi-grand axe de 2,43 UA, une excentricité de 0,08 et une inclinaison de 5,0° par rapport à l'écliptique.

## Compléments